# 12 ذو الحجة
- السبت
- الأحد
- الاثنين
- الثلاثاء
- الأربعاء
- الخميس
- الجمعة

- 2624 مايو 2025
- 2725 مايو 2025
- 2826 مايو 2025
- 2927 مايو 2025
- 128 مايو 2025
- 229 مايو 2025
- 330 مايو 2025
- 431 مايو 2025
- 51 يونيو 2025
- 62 يونيو 2025
- 73 يونيو 2025
- 84 يونيو 2025
- 95 يونيو 2025
- 106 يونيو 2025
- 117 يونيو 2025
- 128 يونيو 2025
- 139 يونيو 2025
- 1410 يونيو 2025
- 1511 يونيو 2025
- 1612 يونيو 2025
- 1713 يونيو 2025
- 1814 يونيو 2025
- 1915 يونيو 2025
- 2016 يونيو 2025
- 2117 يونيو 2025
- 2218 يونيو 2025
- 2319 يونيو 2025
- 2420 يونيو 2025
- 2521 يونيو 2025
- 2622 يونيو 2025
- 2723 يونيو 2025
- 2824 يونيو 2025
- 2925 يونيو 2025
- 126 يونيو 2025
- 227 يونيو 2025

12 ذو الحجَّة أو 12 ذو الحجَّة الحرام أو يوم 12 \ 12 (اليوم الثاني عشر من الشهر الثاني عشر) هو اليوم السابع والثلاثون بعد الثلاثمائة (337) من أيَّام السنة (أو الثامن والثلاثون بعد الثلاثمائة لو كان شهر رمضان مُتممًا لليوم الثلاثين أو التاسع والثلاثون بعد الثلاثمائة لو أتم كلًا من صفر وربيع الآخر وجمادى الآخرة وشعبان ورمضان ثلاثين يومًا) وفق التقويم الهجري القمري (العربي). يبقى بعده 17 أو 18 يومًا لانتهاء السنة.

## أحداث
- 1 ق.هـ -
  - حدوث بيعة العقبة الأولى بين النبي محمد وبين نفر ممن أسلم من أهل يثرب لا يزيدون عن اثني عشر رجلًا. وطلبوا منه أن يرسل معهم تلميذه مصعب بن عمير ليعلمهم القرآن.
  - حدوث بيعة العقبة الثانية بين الرسول وبين واحد وسبعين ـ أو ثلاثة وسبعين ـ رجلًا من المسلمين من أهل يثرب منهم أسعد بن زرارة، والبراء بن معرور، وأبو الهيثم بن التيهان، وسعد بن الربيع، وعبد الله بن رواحة، وعبد الله بن عمرو بن حرام والد جابر بن عبد الله الأنصاري، وغيرهم، وحضرت معهم امرأتان، فبايعوا النبي على أن يمنعوه مما يمنعون منه أنفسهم وأهليهم. وكفلهم على ذلك اثنا عشر نقيبًا منهم. وبعد أن تمت مراسم البيعة، وعدهم الرسول أنه سيهاجر إليهم في الوقت المناسب، ثم تفرق الجمع، وعادوا إلى رحالهم، وكان ذلك قبل 3 أشهر فقط من الهجرة النبوية.
- 35 هـ - اغتيال الخليفة عثمان بن عفان ثالث الخلفاء الراشدين في بيته.
- 502 هـ - الصليبيون ينجحون في الاستيلاء على ميناء طرابلس على ساحل الشام.
- 876 هـ - السلطان العثماني محمد الفاتح يستولي على قلعة وجزيرة «آغريبوز» التي كانت البندقية تسيطر عليها لمدة 260 عامًا، وذلك بعد حصار استمر 17 يومًا. وولّد سقوط هذه الجزيرة أحزانًا كبيرة في أوروبا لا تقل عن سقوط القسطنطينية؛ نظرًا لأن سيطرة العثمانيين عليها أتاحت لهم سيطرة كبيرة على سواحل البحر المتوسط.
- 1366 هـ -
  - الهند تعلن موافقتها الرسمية على انضمام ولاية جامو وكشمير، بعد طلب حاكمها الهندوسي المهراجا سينج الانضمام للهند، وأمرت الهند قواتها النظامية بالتدخل في الولاية.
  - الحاكم العام لباكستان محمد علي جناح يصدر أوامره إلى «جراسي» القائد البريطاني المؤقت للقوات المسلحة الباكستانية بإرسال قوات باكستانية إلى ولاية جامو وكشمير؛ ردًّا على إرسال الهند قواتها العسكرية إلى الولاية.
- 1424 هـ - حزب تكوماه اليميني الإسرائيلي ينظم مسيرة حول أسوار المسجد الأقصى وبمحاذاة أبوابه شعارها بناء الهيكل.

## مواليد
- 1290 هـ - أحمد إبراهيم بك، فقيه وحقوقي وأكاديمي مصري.
- 1305 هـ - محمد حسين هيكل، مفكر وشاعر مصري.
- 1315 هـ - جولدا مائير، رئيسة وزراء إسرائيل.
- 1330 هـ - عبد العزيز بن باز، شيخ دين سعودي ورئيس هيئة كبار العلماء ومفتي عام السعودية سابقًا.
- 1357 هـ -
  - فهمي عبد الحميد، مخرج مصري.
  - براك المرزوق، رئيس ديوان المحاسبة الكويتي.
- 1371 هـ - هالة سرحان، إعلامية مصرية.
- 1395 هـ - هدى هاني، ممثلة مصرية.
- 1397 هـ - مشاعل الزنكوي، مذيعة وممثلة كويتية.
- 1411 هـ - معتز عيسى برشم، لاعب قوى قطري.

## وفيات
- 35 هـ - عثمان بن عفان، ثالث الخلفاء الراشدين وأحد العشرة المبشرين بالجنة.
- 136 هـ - أبو العباس السفاح، أول الخلفاء العباسيين.
- 390 هـ - المعافى بن زكريا النهرواني، قاض وأديب وفقيه مسلم.
- 1361 هـ - عبد الحسين إبراهيم صادق، عالم مسلم شيعي اثنا عشري.
- 1394 هـ - أحمد إسماعيل علي، القائد العام للقوات المسلحة ووزير الحربية المصري.
- 1394 هـ - فريد الأطرش، مطرب سوري مصري.
- 1407 هـ - كميل شمعون، رئيس الجمهورية اللبنانية.
- 1410 هـ - مرتضى الفيروزآبادي، رجل دين شيعي إيراني.
- 1413 هـ - الطاهر جعوط، شاعر وروائي وصحفي جزائري.
- 1430 هـ - فريال بنت فاروق الأول ملك مصر.
- 1431 هـ - أبراهام السرفاتي، سياسي مغربي.
- 1432 هـ - خليل زينل، ممثل كويتي.

## مناسبات
- ثالث أيام عيد الأضحى عند المسلمين، وهو ثاني أيام التشريق وثالث أيام النحر.

## وصلات خارجية
- موقع قصة الإسلام: حدث في شهر ذو الحجَّة.